# Лепенец
Лѐпенец (на албански: Lepenci; на сръбски: Лепенац или Lepenac; на македонска литературна норма: Лепенец) е неголяма река в Южно Косово и северната част на Северна Македония. Реката е ляв приток на Вардар, в която се влива в западната част на град Скопие. Общата дължина на реката е 75 километра.

## Горно поречие
Река Лепенец извира от северните централни части Шар планина в подножието на връх Ошляк източно от град Призрен в Косово на надморска височина от около 1820 метра. Протича в източна посока през така наречения район Сириничка жупа в Южно Косово и между склоновете на Шар от юг и Езерската планина и Жар планина от север. В тази част реката има множество малки притоци особено от Шар планина. Най-значим от притоците му е Сува река, която преминава през селцата Севце и Йежинце, популярния през югославския период ски курорт Брезовица и малкия град и общински център Щръбце.
Лепенец продължава на изток притисната от Шар на юг и планината Неродимка от север преминавайки през селцата Доня Битиня, Готовуша, Брод и Доганович и след като излиза в Косово поле прави завой на юг.

## Качанишкият пролом
Течейки вече на юг, Лепенец протича паралелно с река Неродимка покрай селата Ковачевац и Боб. Най-големият приток на Лепенец – река Неродимка се влива в рамките на град Качаник, в началото на Качанишкия пролом.
Проломът е най-тясната част по коритото на Лепенец, формира се от източните склонове на Шар планина и западните склонове на Скопска Черна гора. Преминавайки през Качанишния пролом реката се прехвърля от Косовската в Скопската котловина. Целият пролом е дълъг 23 километра, изсечен във варовикови скали и скални шисти. Най-високите части на речния пролом са формирани в резултат от оттичането в древни времена на вече несъществуващо езеро. Селата Пустеник и Елезки хан са разположени в самия пролом. След село Генерал Янкович Лепенец става гранична река между Косово и Северна Македония. Преди окончателно да напусне Качанишния пролом след преминати 60 км на територията на Косово след село Сечище, Лепенец преминава в територията на Северна Македония.

## Скопската котловина
Останалите 15 км до вливането си във Вардар Лепенец протича през Скопското поле, част от дългата долина на река Вардар. Навлизайки в територията на Скопска община, в реката се вливат няколко малки потока от ляво, от височините на Скопска Черна гора. Като преминава покрай останките на древния град Скупи, реката достига северните предградия на Скопие — Бардовци и Ново село. Самото устие на Лепенец се намира в пределите на северозападния скопски квартал Гьорче Петров на надморска височина от 262 м.

## Данни
Лепенец принадлежи на Беломорската отточна област. Водосборният и басейн покрива 770 км², от които 695 км² в Косово и 75 км² в Северна Македония. Незначителният и средномесечен отток я прави неплавателна.
Качанишкият пролом има важно стопанско значение, тъй като през него преминават важни транспортни връзки. От там минава почти целият автомобилен трафик между Косово и Северна Македония, също и Европейски път Е65 и железопътната линия Кралево (Сърбия) – Прищина (Косово) – Скопие.
Лепенец разполага с превъзходни условия за развитие на хидроенергетика. Това е причината поради която е част от проекта за изграждане на хидросистемата Ибър-Лепенец, която днес не се използва особено нито за добиване на хидроенергия, нито за напояване на земеделски площи.
Някога Лепенец е била и част от изкуствена речна бифуркация, като заедно с река Неродимка двете реки са били свързани посредством канал с река Ситница като по този начин са били свързани двете отточни области — Беломорската и Черноморската. След Втората световна война каналът е премахнат.

## Други
На Лепенец е наречена улица в квартал „Васил Левски“ в София (Карта).